# Kejnice
Kejnice är en ort i Tjeckien.   Den ligger i regionen Plzeň, i den sydvästra delen av landet, 110 km sydväst om huvudstaden Prag. Kejnice ligger 545 meter över havet och antalet invånare är 131.
Terrängen runt Kejnice är platt åt nordväst, men åt sydost är den kuperad. Terrängen runt Kejnice sluttar norrut. Runt Kejnice är det ganska glesbefolkat, med 28 invånare per kvadratkilometer. Närmaste större samhälle är Strakonice, 15,1 km öster om Kejnice. Omgivningarna runt Kejnice är en mosaik av jordbruksmark och naturlig växtlighet.